# Yolombó

Bandeira de Yolombó.

Localização de Yolombó no departmento de Antioquia.

Yolombó é uma cidade e município da Colômbia, do departamento de Antioquia. Dista  108 quilômetros de Medellín, a capital do departamento, e possui uma superfície de 941 quilômteros quadrados.

## Geografia
O povo está comunicado por autoestradas com as cidades de Medellín, Maceo, Yalí, Cisneros, Vegachí, Segóvia, Remédios e Amalfi.